# Gatchaman - Battaglia dei pianeti
Gatchaman - Battaglia dei pianeti (科学忍者隊ガッチャマン?, Kagaku ninjatai Gatchaman, lett. "Gruppo scientifico ninja Gatchaman") è una serie di anime prodotti dalla Tatsunoko negli anni settanta; col termine "Gatchaman" si designa complessivamente la squadra dei cinque supereroi protagonisti preposti a difesa del pianeta Terra: indossano uniformi numerate che indicano il loro rango all'interno della squadra (da G1 a G5) e assumono la denominazione di uccelli; temi ricorrenti della storia sono la conservazione della natura, l'ambientalismo e l'uso responsabile della tecnologia a servizio del progresso e dell'avanzamento umano.

## Produzione e trasmissione
Sono state realizzate tre serie televisive consecutive, Kagaku ninjatai Gatchaman (105 episodi) nel 1972, Kagaku ninjatai Gatchaman II (52 episodi) nel 1978 e Kagaku ninjatai Gatchaman F (48 episodi) nel 1979 e un OAV, Tecno Ninja Gatchaman, nel 1994. Alla fine degli anni novanta ne è stata pubblicata una riedizione in 3 OAV, modernizzata nella grafica.
L'edizione italiana della prima serie è giunta nella forma dell'adattamento americano, con molti tagli e inserimenti di scene create ex novo negli USA (quelle col robot-mascotte 7 Zark 7), la seconda e la terza serie sono state adattate, col titolo Gatchaman - Battaglia dei pianeti, partendo direttamente da quelle giapponesi e sono state quindi trasmesse in maniera integrale, benché con qualche errore di adattamento.
Nel 2006 la prima serie, sempre con l'adattamento statunitense, è stata ripubblicata in DVD dalla Yamato Video, stavolta col titolo Gatchaman - La battaglia dei pianeti. Nel 2003, sul canale satellitare Fox Kids, è stata trasmessa la serie Eagle Riders, adattamento americano della seconda e terza serie. La sigla italiana dal titolo Gatchaman - La battaglia dei pianeti è stata incisa dall'Orchestra e il Coro di Augusto Martelli.

## Trama
La serie si ispira alla cultura Ninja riprendendone in parte le caratteristiche e le armi, unite al fatto che il gruppo è particolarmente dotato nelle azioni silenziose per cogliere di sorpresa il nemico. La squadra è anche dotata di un mezzo speciale con armi che però usa solo quando anche i nemici ne schierano uno simile, solitamente un robot mecha. Altra caratteristica della serie sono gli avversari che di solito si muovono nell'ombra - a eccezione della terza serie, in cui sono un vero e proprio esercito - e sono anch'essi mascherati. I capi delle organizzazioni criminali sono solitamente scelti della gelida intelligenza aliena del "Generalissimo" e assecondano i piani dei Galactor per gloria personale ma nel finale si ribellano al Generalissimo, che persegue scopi a fatica intuibili e di portata galattica. Per lui la Terra è solo una pedina sacrificabile in un contesto di dimensioni cosmiche.

### Prima serie
L'Organizzazione Scientifica Internazionale (ISO) organizza un piano d'emergenza per cercare di migliorare le condizioni ambientali della Terra, oramai devastata dall'inquinamento. Ma la terribile banda criminale Galactor ("Spectra" nell'edizione americana), comandata da un misterioso alieno proveniente dal pianeta Selectol, noto come Generalissimo X ("Grande Spirito" nell'edizione americana, "Leader X" in quella giapponese), tenta di prendere il controllo della Terra.
Il suo luogotenente è un personaggio misterioso, maestro dei travestimenti, di nome Berg Katse ("Zoltar" nell'edizione americana). Per difendere il mondo, quindi, viene istituita un'apposita squadra di combattenti, dotati di poteri straordinari. Il team, caratterizzato da costumi a foggia di uccelli, viene chiamato Gatchaman ed è composto da 5 ragazzi: Ken l'aquila, il capo; Joe il condor; Pretty Jane il cigno (Pretty Jun); Ryu il gufo e Gimpy la rondine (Jinpei).
Dopo una lunga e difficile guerra il pianeta d'origine del Generalissimo X scompare misteriosamente (il motivo non verrà mai chiarito). Sconvolto dall'accaduto l'alieno decide di andare ad investigare, ma prima intende distruggere la Terra, dicendo che ormai conquistarla per lui non ha più alcun senso. Avvia così un piano per far esplodere il pianeta colpendolo ripetutamente al nucleo con missili, e poi parte per lo spazio.
Non c'è modo di fermare in tempo il meccanismo di lancio dei missili: Katse, persa ogni speranza, si suicida gettandosi nella lava mentre i Gatchaman non si arrendono e cercano una soluzione. Poi, di colpo, avviene un'esplosione e la macchina preposta alla fine del mondo si ferma. Nessuno saprà mai che è merito di una delle piume speciali usate come armi da Joe, che sacrifica la propria vita per salvare La Terra.

### Seconda serie
Il Generalissimo X torna sulla Terra per attuare un terribile piano di vendetta e si sceglie un nuovo luogotenente: dopo essere entrato nell'atmosfera, mentre entra nell'oceano distrugge una nave da crociera in navigazione e salva dal disastro un bambino dotato di poteri psichici, che racchiude geni particolari nel proprio DNA. Lo fa crescere artificialmente in pochi mesi, facendone un mutante che ha caratteristiche sia maschili che femminili (proprio come era anche il suo predecessore, Berg Katse) e ne fa il nuovo capo dei Galactor, con il nome di Ghelsadra ("Gel Sandra" nell'edizione originale).

### Terza serie
Nella Terza serie, la parte meccanica del cervello del Generalissimo X è sopravvissuta allo scontro finale e riesce a rigenerare un corpo gigantesco, una specie di piramide levitante chiamata Generalissimo Z (Leader Z nell'edizione giapponese). Decide poi di aiutare il conte Ego Bozler, capo di una potente famiglia che ha sempre sostenuto i Galactors da dietro le quinte, nel suo desiderio di conquistare il mondo. Di nuovo si riaccende la guerra tra i Gatchaman ed il Generalissimo, che questa volta insanguina l'intero pianeta, sconvolto dalla guerra di conquista del conte. Ma ben presto i veri piani del Generalissimo Z vengono alla luce: senza più un pianeta a cui fare ritorno, avendo fallito la sua missione precedente, e senza più nemmeno la sua parte biologica, il computer alieno ora intende unicamente vendicarsi distruggendo la Terra con una massa di antimateria proveniente dallo spazio profondo. Di nuovo "buoni" e "cattivi" si uniscono contro il Generalissimo e penetrano nell'interno della piramide. Alla fine riescono a prevalere, ma solo grazie al sacrificio dei Gatchaman. Tuttavia, mentre la piramide esplode, si attiva un misterioso meccanismo nelle Gatch Machine e, dopo la catastrofe, 5 luci risplendono nel cielo...

## Personaggi
La serie si basa su un gruppo di personaggi facenti parte di una squadra - caratteristica comune poi anche ad altre serie d'azione anime, solitamente composto da cinque elementi prototipo di cinque tipologie umane: un leader forte, carismatico e intelligente, un bel ragazzo forte e intelligente ma taciturno e sarcastico, la ragazza carina, intelligente, forte e combattiva, il "grassone" goffo e un po' sempliciotto ma fortissimo e simpatico e un bambino, inesperto e goffo ma solitamente esperto di tecnologie e computer. Ognuno dei cinque personaggi è caratterizzato anche con un colore specifico e con un'arma o stile di combattimento personale.
Ken l'aquila (大鷲の健Ōwashi no Ken?)/ G-1
Ken Washio (鷲尾 健 Washio Ken ?) è il leader del gruppo. Dopo che il padre è scomparso durante un volo, egli viene allevato dal dottor Nambu come un figlio assieme a Joe. Esperto di tattica.
Joe il condor (コンドルのジョーKondoru no Jō?)/ G-2
Joe Asakura (ジョー 浅倉 ?) è un italo-giapponese. Pilota d'auto da corsa, è il vice capo del gruppo: nato col nome di George (ジョージ 浅倉 Jōji Asakura ?) è figlio di Giuseppe e Caterina, membri di Galactor ed uccisi da una bomba mentre cercavano di fuggire. Il dottor Nambu gli ha salvato la vita, ribattezzandolo Joe e nascondendolo. Tiratore scelto ed esperto d'armi.
Jane il cigno (白鳥のジュンShiratori no Jun?)/ G-3
Jun(ジュン ?) è una ragazza statunitense di origini giapponesi. Cresciuta in un orfanotrofio, il suo cognome rimane sconosciuto; è appassionata di motociclette ed esperta d'elettronica.
Jin la rondine(燕の甚平Tsubakuro no Jinpei?)/ G-4
Jinpei(甚平 ?) è il più giovane del gruppo, avendo circa 10-11 anni. Anche lui è un orfano, trovato per strada da Jun (di qualche anno più grande) e cresciuto assieme a lei nello stesso orfanotrofio. Anche il suo cognome rimane sconosciuto. Addetto alle ricognizioni.
Ryu il gufo (みみずくの竜Mimizuku no Ryū?)/ G-5
Ryu Nakanishi, figlio di un pescatore. Grande e grosso, gestisce un porto turistico; è l'unica persona del team che ha una famiglia (i genitori e un fratello minore). Pilota di navi nonché del veicolo principale del team (God Phoenix), un aereo supersonico in grado di viaggiare sia nello spazio che sott'acqua.
Kozaburo Nambu
Ricercatore alle dipendenze dell'organizzazione internazionale per la scienza. È lui il principale oppositore del gruppo terroristico noto col nome di Galactor, aumentando le capacità fisiche dei Gatchaman per consentir loro di compiere imprese sovrumane (alta velocità, salto in volo, movimento silenzioso d'attacco): questo sistema di combattimento viene conosciuto come "Science Ninja Technique" (科学忍法 Kagaku Ninpō ?)
Generalissimo X
Eminenza grigia dei Galactor, un essere extraterrestre in parte biologico ed in parte meccanico che desidera impossessarsi e prendere il controllo delle risorse naturali del pianeta. È lui che ha creato i Galactor, organizzazione internazionale di terroristi dotati di tecnologia avanzata. I pochi indizi disseminati nelle serie rivelerebbero che proviene dal lontano pianeta Selectol, ed è giunto sulla Terra per prenderne il controllo e trasformarla in un avamposto per una guerra galattica che la sua patria starebbe sostenendo contro altri imperi galattici. Quando Selectol scompare improvvisamente, X perde ogni interesse per la Terra e, avviato un piano per distruggerla, si precipita nello spazio per scoprire cosa sia successo al suo pianeta d'origine. Quando ritorna nella seconda serie, avvia quello che pare un nuovo piano di conquista ma che in realtà si rivela essere un progetto per trasformare il Sole in una sorta di "proiettile" da lanciare nello spazio per colpire un non ben identificato "trattato" che lui dice di non voler riconoscere: si può solo ipotizzare (dato che la serie non ha mai offerto alcuna conferma) che sia una specie di "trattato di pace" riguardante la guerra che il suo pianeta d'origine, Selectol, avrebbe evidentemente perso. Infine, nella terza serie, torna con il nome di Generalissimo Z (ha cambiato nome dopo aver perso la sua parte biologica nella seconda serie: ora, come afferma lui stesso, è rimasta solo la sua parte meccanica) e stavolta non gli è rimasta altro che la vendetta: vuole distruggere la Terra, responsabile secondo lui del fallimento delle sue missioni precedenti.
Berg Katse
Capo operativo del Galactor, un essere mascherato androgino, che si rivelerà poi essere un ermafrodita mutante mutaforma. Agisce su ordine del Generalissimo X e spedisce a ripetizione mostri giganti, spesso d'origine animale, sulla Terra per rubare o controllare varie risorse naturali (acqua, olio, zucchero, uranio etc.)
Red Impulse
A capo di un misterioso squadrone di piloti da combattimento che in molte situazioni accorrono in aiuto dei Gatchaman. Si rivelerà poi essere il padre perduto di Ken.

## Elenco degli episodi

### Prima serie (Kagaku ninjatai Gatchaman)
| Nº  | Titolo italiano Giapponese 「Kanji」 - Rōmaji | In onda           | In onda |
| Nº  | Titolo italiano Giapponese 「Kanji」 - Rōmaji | Giapponese        |         |
| 1   | Allarme rosso per i Silos (Gatchaman contro Turtle King) 「ガッチャマン 対 タートル・キング」 - Gatchaman tai Turtle King                                         | 1º ottobre 1972   |         |
| 2   | Il salvataggio degli astronauti (L'apparizione spettrale della portaerei demoniaca) 「魔の お化け空母 現わる」 - Ma no obake kūbo genwaru                         | 8 ottobre 1972    |         |
| 3   | Incidenti aerei a Zarkadia (La tempesta evocata dalla mummia gigante) 「嵐を呼ぶ ミイラ巨人」 - Arashi o yobu miira kyojin                                        | 15 ottobre 1972   |         |
| 4   | Lo scorpione spaziale (La rivincita sulla bestia meccanica Mekadegon) 「鉄獣 メカデゴンに 復しゅうだ」 - Tetsujū Mekadegon ni fukushū da                          | 22 ottobre 1972   |         |
| 5   | Il mistero del pianeta Mir (La flotta fantasma dall'Inferno) 「地獄 の 幽霊艦隊」 - Jigoku no Yūrei kantai                                                        | 29 ottobre 1972   |         |
| 6   | I lingotti galattici (La battaglia contro i mini robot) 「ミニロボット 大作戦」 - Mini. robotto dai sakusen                                                       | 5 novembre 1972   |         |
| 7   | Urgos il pianeta introvabile (Il grande Airshow di Galactor) 「ギャラクター の 大航空ショー」 - Gyarakutaa no dai kōkū shoo                                       | 12 novembre 1972  |         |
| 8   | L'inganno (Il segreto della barriera corallina della Falce di Luna) 「三日月 サンゴ礁の秘密」 - Mikaduki no sangoshō no himitsu                                   | 19 novembre 1972  |         |
| 9   | La pioggia di meteoriti (Il demone dalla Luna) 「月よりの悪魔」 - Tsuki yori no akuma                                                                             | 26 novembre 1972  |         |
| 10  | Gli insetti computerizzati (La grande battaglia contro il mostro sotterraneo) 「地底怪獣大戦争」 - Chitei kaijū dai sensō                                         | 3 dicembre 1972   |         |
| 11  | La scorta spaziale (Il misterioso Red Impulse) 「謎の レッド・インパルス」 - Nazo no reddo. inparusu                                                              | 10 dicembre 1972  |         |
| 12  | Il mostro goloso (Il grande mostro ingordo Ibukuron) 「大喰い怪獣 イブクロン」 - Dai kui kaijū Ibukuron                                                           | 17 dicembre 1972  |         |
| 13  | La misteriosa sabbia rossa 「謎の赤い砂」 - Nazo no akai suna | 24 dicembre 1972  |         |
| 14  | Il segreto della vita (Il terrificante Ice Candy) 「恐怖の アイス・キャンダー」 - Kyōfu no aisu.kyandaa                                                           | 31 dicembre 1972  |         |
| 15  | Il mostro dai mille occhi (La terrificante Lente Medusa) 「恐怖の クラゲ レンズ」 - Kyōfu no kurage renzu                                                         | 7 gennaio 1973    |         |
| 16  | Il microfilm misterioso (L'invincibile macchina Mekanika) 「無敵マシン メカニカ」 - Muteki Mashinmekanika                                                         | 14 gennaio 1973   |         |
| 17  | Gli scarabei alieni (La grande strategia dell'insetto) 「昆虫大作戦」 - Konchū daisakusen                                                                         | 21 gennaio 1973   |         |
| 18  | Grazie Nambù (Vendetta! L'operazione balena) 「復讐! くじら作戦」 - Fukushū! kujira sakusen                                                                       | 28 gennaio 1973   |         |
| 19  | Il circuito infernale 「地獄の スピード・レース」 - Jigoku no supiido. reesu                                                                                      | 4 febbraio 1973   |         |
| 20  | Gruppo Scientifico Ninja in pericolo 「科学忍者隊 危機一髪」 - Kagaku ninja tai kiki ichi hatsu                                                                   | 11 febbraio 1973  |         |
| 21  | Il nuovo capo di Spectra (Chi e' Sosai X?) 「総裁Xは誰れだ」 - Sōsai X wa dare da                                                                                 | 18 febbraio 1973  |         |
| 22  | Il drago marino (L'uccello di fuoco contro il drago sputafuoco) 「火の鳥 対 火喰い竜」 - Hi no tori tai hi kui ryū                                                | 25 febbraio 1973  |         |
| 23  | Attrazione Magnetica (L'infuriata palla meccanica) 「大暴れ メカ・ボール」 - Dai abare meka. booru                                                                | 4 marzo 1973      |         |
| 24  | Il suonatore di flauto (Il gigante Neon che ride nell'oscurità) 「闇に笑う ネオン巨人」 - Yami ni warau Neon kyojin                                               | 11 marzo 1973     |         |
| 25  | Il gigante di lava (Il gigante Magma, imperatore dell'inferno) 「地獄の帝王 マグマ巨人」 - Jigoku no teiō Maguma kyojin                                           | 18 marzo 1973     |         |
| 26  | La sospensione di Ryu (La risurrezione della God Phoenix) 「よみがえれ ゴッドフェニックス」 - Yomigaere goddo fenikkusu                                           | 25 marzo 1973     |         |
| 27  | Il lungo rally (La strega pilota di Galactor) 「ギャラクターの魔女レーサー」 - Gyarakutā no Majo Rēsā                                                             | 1º aprile 1973    |         |
| 28  | I demoni invisibili 「見えない悪魔」 - Mienai akuma | 8 aprile 1973     |         |
| 29  | L'uomo demone Galack X 「魔人ギャラックX」 - Majin Gyarakku Ekkusu                                                                                                | 15 aprile 1973    |         |
| 30  | La cavalletta fantasma (La bestia meccanica ghigliottina Kamisoral) 「ギロチン鉄獣カミソラール」 - Girochin Kaijū Kamisorāru                                      | 22 aprile 1973    |         |
| 31  | Le soldatesse di Spectra (Il piano per uccidere il Dr. Nambu) 「南部博士暗殺計画」 - Nanbu-Hakase Ansatsu Keikaku                                                 | 29 aprile 1973    |         |
| 32  | La maledizione dell'astronave (La grande operazione Gezora 1ª) 「ゲゾラ大作戦(前編)」 - Gezora Dai Sakusen (Zenpen)                                               | 6 maggio 1973     |         |
| 33  | Zark il genio (La grande operazione Gezora 2ª) 「ゲゾラ大作戦(後編)」 - Gezora Dai Sakusen (Kōhen)                                                                | 13 maggio 1973    |         |
| 34  | La diabolica Operazione Aurora 「魔のオーロラ作戦」 - Ma no Ōrora Sakusen                                                                                         | 20 maggio 1973    |         |
| 35  | Lo sceicco di Aburra (Bruciate, fiamme del deserto) 「燃えろ砂漠の炎」 - Moero Sabaku no Honō                                                                     | 27 maggio 1973    |         |
| 36  | Due nuovi Gatchaman (I piccoli Gatchaman) 「ちびっ子ガッチャマン」 - Chibikko Gatchaman                                                                           | 3 giugno 1973     |         |
| 37  | I superpoteri di Orion (Il mostro elettronico Renjira) 「電子怪獣レンジラー」 - Denshi Kaijū Renjirā                                                              | 10 giugno 1973    |         |
| 38  | La misteriosa giungla meccanica 「謎のメカニックジャングル」 - Nazo no Mekanikku Janguru                                                                          | 17 giugno 1973    |         |
| 39  | Le spore malefiche 1ª (Jigokira, il fiore carnivoro 1ª) 「人喰い花ジゴキラー 前編」 - Hitokui Hana Jigokirā (Zenpen)                                              | 24 giugno 1973    |         |
| 40  | Le spore malefiche 2ª (Jigokira, il fiore carnivoro 2ª) 「人喰い花ジゴキラー 後編」 - Hitokui hana Jogokira (kōhen)                                               | 1º luglio 1973    |         |
| 41  | Musica a tutto volume (La musica assassina) 「殺人ミュージック」 - Satsujin Myūjikku                                                                              | 8 luglio 1973     |         |
| 42  | Il travestimento (L'operazione della grande evasione truccata) 「大脱走トリック作戦」 - Dai Dassō Torikku Dai Sakusen                                             | 15 luglio 1973    |         |
| 43  | Le vittime del falco (Il romanticismo sconfitto dal male) 「悪に消えたロマンス」 - Aku ni Kieta Romansu                                                           | 22 luglio 1973    |         |
| 44  | Il pipistrello fotonico (La lettera di sfida di Galactor) 「ギャラクターの挑戦状」 - Gyarakutā no Chōsenjō                                                        | 29 luglio 1973    |         |
| 45  | Le foche di Sytron (Il Gruppo Ninja Otaria nella notte nebbiosa) 「夜霧のアシカ忍者隊」 - Yogiri no Ashika Ninja Tai                                              | 5 agosto 1973     |         |
| 46  | Lo zeno bianco (I Gatchaman nella Valle della Morte) 「死の谷のガッチャマン」 - Shi no Tani no Gacchaman                                                          | 12 agosto 1973    |         |
| 47  | Il rapimento (La linea aerea diabolica) 「悪魔のエアー・ライン」 - Akuma no Eārain                                                                                | 19 agosto 1973    |         |
| 48  | Raggi cosmici contro Vega (La bestia meccanica fotocamera Shutter Killer) 「カメラ鉄獣シャッター・キラー」 - Kamera Tetsujū Shattā Kirā                           | 26 agosto 1973    |         |
| 49  | Lo spaventoso Mekadokuga 「恐怖のメカドクガ」 - Kyōfu no Mekadokuga                                                                                               | 2 settembre 1973  |         |
| 50  | Il dinosauro scheletro Torakodon 「白骨恐竜トラコドン」 - Hakkotsu Kyōryū Torakodon                                                                               | 9 settembre 1973  |         |
| 51  | Le cime del pianeta Odin (La bestia rotante Catroller) 「回転獣キャタローラー」 - Kaitenjū Kyatarōrā                                                              | 16 settembre 1973 |         |
| 52  | I pericoli dell’X-3 1ª (Il segreto di Red Impulse) 「レッドインパルスの秘密」 - Reddo Inparusu no Himitsu                                                         | 23 settembre 1973 |         |
| 53  | I pericoli dell’X-3 2ª (Addio, Red Impulse) 「さらばレッドインパルス」 - Saraba Reddo Inparusu                                                                    | 30 settembre 1973 |         |
| 54  | Lo scorpione rosso (I Gatchaman bruciano di rabbia) 「怒りに燃えたガッチャマン」 - Ikari ni Moeta Gacchaman                                                       | 7 ottobre 1973    |         |
| 55  | La minaccia del pescecane (Il mini sottomarino pronto alla morte) 「決死のミニ潜水艦」 - Kesshi no Mini Sensuikan                                                 | 14 ottobre 1973   |         |
| 56  | Il Bird Missile e il risentimento 「うらみのバードミサイル」 - Urami no Bādo Misairu                                                                              | 21 ottobre 1973   |         |
| 57  | La pistola galattica (Il diabolico mare bianco) 「魔の白い海」 - Ma no Shiroi Umi                                                                                 | 28 ottobre 1973   |         |
| 58  | Il gigante del pianeta Zyr (Il Mekabutta dall'Inferno) 「地獄のメカブッタ」 - Kyōfu no Mekabutta                                                                  | 4 novembre 1973   |         |
| 59  | L'isola del naufragio (Il segreto della fabbrica dei mostri meccanici) 「怪獣メカ工場の秘密」 - Kaijū Meka Kōjō                                                   | 11 novembre 1973  |         |
| 60  | Il pipistrello spaziale (Gruppo Scientifico Ninja G-6) 「科学忍者隊G-6号」 - Kagaku Ninja Tai Jī-Roku-Gō                                                          | 18 novembre 1973  |         |
| 61  | La vespa gigante (Il Red Impulse fantasma) 「幻のレッドインパルス」 - Maboroshi no Reddo Inparusu                                                                 | 25 novembre 1973  |         |
| 62  | Un'esca mortale (Il diavolo delle nevi Blizzarder) 「雪魔王ブリザーダー」 - Yuki Maō Burizādā                                                                     | 2 dicembre 1973   |         |
| 63  | Zoltar colpisce ancora (La strage perpetrata dalla diabolica sfera meccanica) 「皆殺しのメカ魔球」 - Satsujin Meka Makyū                                          | 9 dicembre 1973   |         |
| 64  | Il mortale regalo di Natale 「死のクリスマスプレゼント」 - Shi no Kurisumasu Purezento                                                                            | 16 dicembre 1973  |         |
| 65  | Il furto del cervellone (La bestia meccanica sintetica Super Bem) 「合成鉄獣スーパー・ベム」 - Gōsei Tetsujū Sūpā Bemu                                            | 23 dicembre 1973  |         |
| 66  | La sfilata del diavolo 「悪魔のファッションショー」 - Akuma no Fasshon Shō                                                                                        | 30 dicembre 1973  |         |
| 67  | Il raid della piovra (Gatchaman fuoco! Centro assicurato!) 「必殺!ガッチャマンファイヤー」 - Hissatsu! Gacchaman Faiyā                                            | 6 gennaio 1974    |         |
| 68  | La città silenziosa (La bestia meccanica particella Micro Saturno) 「粒子鉄獣ミクロサターン」 - Ryūshi Tetsujū Mikuro Satān                                       | 13 gennaio 1974   |         |
| 69  | Il tempio scomparso (Il cimitero del chiaro di luna) 「月下の墓場」 - Gekka no Hakaba                                                                             | 20 gennaio 1974   |         |
| 70  | La follia dei robot (Unitevi! Ragazze divinità della morte) 「合体!死神少女」 - Gattai! Shinigami Shōjo                                                           | 27 gennaio 1974   |         |
| 71  | L'invulnerabile Sosai X 「不死身の総裁X」 - Fujimi no Sōsai Ekkusu                                                                                                | 3 febbraio 1974   |         |
| 72  | L'invasione delle locuste (L'orda! L'invasione delle mini bestie meccaniche) 「大群!ミニ鉄獣の襲来」 - Taigun! Mini Tetsujū no Shūrai                             | 10 febbraio 1974  |         |
| 73  | La foresta insidiosa (Inseguite il Katze!) 「カッツェを追撃せよ!」 - Kattse wo Tsuigeki Se yo!                                                                    | 17 febbraio 1974  |         |
| 74  | Lo stivaletto di Pretty Jun (Il segreto del Birdstyle) 「バードスタイルの秘密」 - Bādosutairu no Himitsu                                                          | 24 febbraio 1974  |         |
| 75  | La mantide religiosa (Il diavolo marino Jumboshakora) 「海魔王ジャンボシャコラ」 - Umi Maō Janbo Shakora                                                          | 3 marzo 1974      |         |
| 76  | Effetto raggio (I bracciali sono stati scoperti) 「あばかれたブレスレット」 - Abakareta Buresuretto                                                               | 10 marzo 1974     |         |
| 77  | Il tesoro della corona (Berg Katze ci è riuscito) 「成功したベルクカッツェ」 - Seikō Shita Beruku Kattse                                                          | 17 marzo 1974     |         |
| 78  | Battaglia mortale a 10'000 metri di profondità! 「死斗!海底1万メートル」 - Shitō! Kaitei Ichiman Mētoru                                                           | 24 marzo 1974     |         |
| 79  | Il disertore 2 (Il furto delle informazioni dei Gatchaman) 「奪われたガッチャマン情報」 - Ubawareta Gacchaman Jōhō                                                | 31 marzo 1974     |         |
| 80  | Il grande pavone (Risorgi, Boomerang!) 「よみがえれ!ブーメラン」 - Yomigaere! Būmeran                                                                             | 7 aprile 1974     |         |
| 81  | Scontro sull'isola di Galactor 「ギャラクター島の決斗」 - Gyarakutā-Tō no Kettō                                                                                   | 14 aprile 1974    |         |
| 82  | Obiettivo la barriera corallina della Falce di Luna 「三日月サンゴ礁を狙え!」 - Mikadzuki Sangoshō wo Nerae!                                                      | 21 aprile 1974    |         |
| 83  | Attacco sotterraneo (Il mortale anello di fuoco!) 「炎の決死圏」 - Honō no Kesshi Ken                                                                             | 28 aprile 1974    |         |
| 84  | Tranello fotografico (La bestia meccanica tela di ragno Smokefiber) 「くもの巣鉄獣スモッグファイバー」 - Kumo no Su Tetsujū Sumoggu Faibā                         | 5 maggio 1974     |         |
| 85  | Lui e' G-4 (Inedito) 「G-4号はあいつだ」 - Jī-Yon-Gō wa Aitsu da                                                                                                  | 12 maggio 1974    |         |
| 86  | Le super spie spaziali (L'operazione Monopoly di Galactor) 「ギャラクターの買占め作戦」 - Gyarakutā no Kaishime Sakusen                                           | 19 maggio 1974    |         |
| 87  | La freccia di cupido (L'unione tripla della bestia meccanica Patogira) 「三段合体鉄獣パトギラー」 - Sandan Gattai Tetsujū Patogirā                                | 26 maggio 1974    |         |
| 88  | La formula proteinica (La bestia meccanica serpente 828) 「鉄獣スネーク828」 - Tetsujū Sunēku Hachi-Ni-Hachi                                                      | 2 giugno 1974     |         |
| 89  | Attacco al centro nettuno (La falsa base Falce di Luna) 「三日月基地に罠を張れ」 - Mikadzuki Kichi ni Wana wo Hare                                                | 9 giugno 1974     |         |
| 90  | L'armadillo (La bestia meccanica corazzata Matanga) 「装甲鉄獣マタンガー」 - Sōkō Tetsujū Matangā                                                                 | 16 giugno 1974    |         |
| 91  | L'invasione del centro spaziale 1ª (Il piano per distruggere la base Falce di Luna è completo) 「三日月基地爆破計画完了」 - Mikadzuki Kichi Bakuha Keikaku Kanryō | 23 giugno 1974    |         |
| 92  | L'invasione del centro spaziale 2ª (La fine della base Falce di Luna) 「三日月基地の最後」 - Mikadzuki Kichi no Saigo                                             | 30 giugno 1974    |         |
| 93  | La colonia spaziale (Contrattacco! Il piano del siluro sotterraneo) 「逆襲!地中魚雷作戦」 - Gyakushū! Chichū Gyorai Sakusen                                       | 7 luglio 1974     |         |
| 94  | Il demone bestia elettrica Angler (Inedito) 「電魔獣アングラー」 - Den Majū Angurā                                                                                | 14 luglio 1974    |         |
| 95  | Il Dio Changu (I ninja uniti nel demonio gigante) 「合体忍者大魔人」 - Gattai Ninja Dai Majin                                                                     | 21 luglio 1974    |         |
| 96  | Missione su Venere (Irruzione nel quartier generale di Galactor) 「ギャラクター本部に突入せよ」 - Gyarakutā Honbu ni Totsunyū Seyo                                | 28 luglio 1974    |         |
| 97  | Missili senza controllo (Leona 3, il veicolo spaziale senza un domani) 「明日なき宇宙船レオナ3号」 - Ashita Naki Uchūsen Reona San-Gō                             | 4 agosto 1974     |         |
| 98  | Il disertore (La bestia meccanica sferica Grapebomber) 「球形鉄獣グレープボンバー」 - Kyūkei Tetsujū Gurēpu Bonbā                                                 | 11 agosto 1974    |         |
| 99  | La torpedine (G-2 ferito gravemente) 「傷だらけのG-2号」 - Kizudarake no Jī-Ni-Gō                                                                                 | 18 agosto 1974    |         |
| 100 | Il mondo del futuro (I Gatchaman 20 anni dopo) 「20年後のガッチャマン」 - Nijū Nengo no Gacchaman                                                                 | 25 agosto 1974    |         |
| 101 | Spionaggio spaziale (Il gruppo di cecchini Heavycobra) 「狙撃集団ヘビーコブラ」 - Sogeki Shūdan Hebī Kobura                                                       | 1º settembre 1974 |         |
| 102 | Inversione! Scaccomatto X (Inedito) 「逆転!チェックメイトX」 - Gyakuten! Chekkumeito Ekkusu                                                                       | 8 settembre 1974  |         |
| 103 | Joe rischia la vita (La scommessa con la morte di G-2) 「死を賭けたG-2号」 - Shi wo Kaketa Jī-Ni-Gō                                                               | 15 settembre 1974 |         |
| 104 | L'operazione Buco Nero demoniaco (Inedito) 「魔のブラックホール大作戦」 - Ma no Burakku Hōru Dai Sakusen                                                          | 22 settembre 1974 |         |
| 105 | La fine del mondo (Annientamento Terra! 0002) 「地球消滅!0002」 - Chikyū Shōmetsu! Zero-Zero-Zero-Ni                                                              | 29 settembre 1974 |         |

### Terza serie (Kagaku ninjatai Gatchaman F)
| Nº | Titolo italiano Giapponese 「Kanji」 - Rōmaji                                                    | In onda          | In onda |
| Nº | Titolo italiano Giapponese 「Kanji」 - Rōmaji                                                    | Giapponese       |         |
| 1  | La vendetta del Generalissimo X 「新たなる暗雲」 - Arata naru an'un                              | 7 ottobre 1979   |         |
| 2  | Gatch Spartan 「登場!ガッチャ・スパルタン」 - Tōjō! gaccha. suparutan                            | 14 ottobre 1979  |         |
| 3  | Libertà riconquistata 「汚されたオアシス」 - Yogosa reta oashisu                                 | 21 ottobre 1979  |         |
| 4  | L'isola di Parlon 「アイアンコマンドの挑戦」 - Aiankomando no chōsen                             | 28 ottobre 1979  |         |
| 5  | Il guerriero audace 「突撃!わんばく戦士」 - Totsugeki! wanbaku senshi                            | 4 novembre 1979  |         |
| 6  | La fortezza del Conte Egobozler 「燃えろ!Gフェンサー」 - Moe ro!G fensa                          | 11 novembre 1979 |         |
| 7  | Il doppio gioco 「巨大怪獣を奪え!」 - Kyodai kaijū wo ubae!                                      | 18 novembre 1979 |         |
| 8  | Il grande Sam 「決死のならず者部隊」 - Kesshi nonarazu mono butai                                | 25 novembre 1979 |         |
| 9  | Il vero Amore 「消滅光線砲の恐怖」 - Shōmetsu kōsen hō no kyōfu                                  | 2 dicembre 1979  |         |
| 10 | Emergenza alla base Gatchaman 「危うし!ガッチャマン基地」 - Abunau shi! gacchaman kichi          | 9 dicembre 1979  |         |
| 11 | Tiger Express 「サタン特急Zプレス」 - Satan tokkyū Z puresu                                      | 16 dicembre 1979 |         |
| 12 | Una missione pericolosa 「マントル基地爆破指令」 - Mantoru kichi bakuha shirei                   | 23 dicembre 1979 |         |
| 13 | La resa dei conti 「激烈!?アグリカ決戦」 - Gekiretsu!? agurika kessen                            | 30 dicembre 1979 |         |
| 14 | Il palazzo di Egobozler 「炎上!エゴボスラー宮殿」 - Enjō! egobosura kyūden                       | 6 gennaio 1980   |         |
| 15 | L'ambizione di Egobozler 「地獄で燃える野望」 - Jigoku de moe ru yabō                            | 13 gennaio 1980  |         |
| 16 | Farfalla della notte 「闇に舞う殺人蝶」 - Yami ni mau satsujin chō                               | 20 gennaio 1980  |         |
| 17 | Città diabolica 「戦慄の魔界都市」 - Senritsu no makaitoshi                                      | 27 gennaio 1980  |         |
| 18 | Glorioso scontro 「G1号華麗なる激突」 - G1 gō karei naru gekitotsu                               | 3 febbraio 1980  |         |
| 19 | L'ultrasostanza 「超物質に手を出すな!」 - Chō busshitsu ni te wo dasu na!                        | 10 febbraio 1980 |         |
| 20 | Triplo mostro di acciaio 「出現!トリプル鉄獣の恐怖」 - Shutsugen! toripuru tetsu kemono no kyōfu | 17 febbraio 1980 |         |
| 21 | Gli uccelli di fuoco 「怒れジョー!戦慄の炎鳥」 - Ikare jō! senritsu no honoo tori                | 24 febbraio 1980 |         |
| 22 | Attentato al satellite 「人工衛星爆破指令」 - Jinkōeisei bakuha shirei                           | 2 marzo 1980     |         |
| 23 | Ipnotizzazione collettiva 「魔のメカランド」 - Ma no mekarando                                   | 9 marzo 1980     |         |
| 24 | Il guerriero orgoglioso 「誇り高き戦士」 - Hokori takaki senshi                                  | 16 marzo 1980    |         |
| 25 | Sky Rider all'Inferno 「地獄のスカイライダー」 - Jigoku no sukairaida                            | 23 marzo 1980    |         |
| 26 | L'abilità di G-1 「G1号怒りの新殺法」 - G1 gō ikari no shin sappō                                | 30 marzo 1980    |         |
| 27 | Il segreto di Egobozler 「エゴボスラー出生の謎」 - Egobosura shusshō no nazo                     | 6 aprile 1980    |         |
| 28 | Battaglia disperata 「死闘!裏切りの谷」 - Shitō! uragiri no tani                                 | 13 aprile 1980   |         |
| 29 | Fratello e sorella 「非情!引き裂れた兄妹」 - Hijō! biki retsu reta kyōdai                        | 20 aprile 1980   |         |
| 30 | L'alieno 「忍び寄るエイリアン」 - Shinobi yoru eirian                                            | 27 aprile 1980   |         |
| 31 | La grande corsa 「激走!トレインチェイス」 - Gekisō! toreinchieisu                                | 4 maggio 1980    |         |
| 32 | La pulsazione spaziale 「宇宙パルスの謎」 - Uchū parusu no nazo                                  | 11 maggio 1980   |         |
| 33 | Ryu l'eroe 「はたされた約束」 - Hatasareta yakusoku                                              | 18 maggio 1980   |         |
| 34 | Il trucco di Egobozler 「エゴボスラーの策略」 - Egobosura no sakuryaku                           | 25 maggio 1980   |         |
| 35 | La morte sfiora Ken 「死の影せまるG1号」 - Shino kage semaru G1 gō                               | 1º giugno 1980   |         |
| 36 | L'indomabile G-1 「ハイパー・シュートの危機」 - Haipa. shūto no kiki                             | 8 giugno 1980    |         |
| 37 | Ancora avanti Gatchaman 「よみがえれガッチャマン」 - Yomigaere gacchaman                         | 15 giugno 1980   |         |
| 38 | Un legame d'amicizia 「友情のブレスレット」 - Yūjō no buresuretto                                | 22 giugno 1980   |         |
| 39 | La caduta del Conte Egobozler 「失脚!エゴボスラー伯爵」 - Shikkyaku! egobosura hakushaku         | 29 giugno 1980   |         |
| 40 | I fiori del ricordo 「メカ竜巻の急襲!」 - Meka tatsumaki no kyūshū!                              | 6 luglio 1980    |         |
| 41 | La distruzione della base Gatchaman 「崩壊!ガッチャマン基地」 - Hōkai! gacchaman kichi           | 13 luglio 1980   |         |
| 42 | Addio Dr. Nambu 「南部長官の最期」 - Nanbu chōkan no saigo                                       | 20 luglio 1980   |         |
| 43 | Gallactown distrutta 「ギャラタウンの壊滅」 - Gyarataun no kaimetsu                              | 27 luglio 1980   |         |
| 44 | L'incubo spaziale 「迫り来る宇宙の悪魔」 - Semari kuru uchū no akuma                             | 3 agosto 1980    |         |
| 45 | Minaccia spaziale 「驚異の反物質惑星」 - Kyōi no hanbusshitsu wakusei                            | 10 agosto 1980   |         |
| 46 | Ken disperato 「G1号必死のハイ・パワー」 - G1 gō hisshi no hai. pawa                             | 17 agosto 1980   |         |
| 47 | La Fine 「地球消滅!3・2・1」 - Chikyū shōmetsu!3. 2. 1                                           | 24 agosto 1980   |         |
| 48 | Gatchaman per sempre 「永遠のガッチャマン」 - Eien no gacchaman                                  | 31 agosto 1980   |         |

## Altri media

### Cinema

#### Lungometraggi
- Gatchaman (2012).

### Videogiochi
- Tatsunoko vs. Capcom: Ultimate All Stars, genere picchiaduro per la console Wii, sono inclusi tre personaggi selezionabili tratti da Gatchaman ossia Ken l'aquila, Pretty Jane il cigno e Joe il condor.[2][3][4][5]